# Rolls-Royce Motor Cars
 For alternative betydninger, se Rolls-Royce (flertydig). (Se også artikler, som begynder med Rolls-Royce)
Rolls-Royce Motor Cars er en engelsk producent af luksusbiler baseret i Goodwood plant i West Sussex, England. Fabrikken ligger overfor det historiske Goodwood Circuit i Goodwood. Bilmærket er et 100 % ejet datterselskab til tyske BMW og er den nuværende producent af biler med Rolls-Royce-mærket. Bilmærkets historie går tilbage til 1904 gennem selskaberne Rolls-Royce Limited og Rolls-Royce Motors.

## Historie

### Rolls-Royce biler
I 1904 fremstillede Henry Royce sin første bil og Charles Rolls solgte den. I 1906 slog de sig sammen i Roll-Royce og deres Silver Ghost blev årets bedste bil samme år.
De to fabrikanter opnåede hurtigt succes, og efter lanceringen af Silver Ghost modellen fra 1906 blev deres anseelse øget markant. Fremstilling af luksusbiler blev slået endeligt fast efter opkøbet af den skrantende konkurrent Bentley i 1931.
Dronning Margrethes fornemste køretøj er en Rolls-Royce Silver Wraith, årgang 1958, som fremdeles er den foretrukne model til officielle arrangementer. Bilen går populært under navnet Store Krone, opkaldt efter sin nummerplade forsynet med en enkelt stor krone.
I 1973 fraspaltes bil-divsionen fra moderselskabet og får navnet Rolls-Royce Motors.
Til Rolls-Royce 100 års jubilæum blev der lavet en konceptbil kaldet 100EX, året efter kom konceptet 101EX som blev vist først på Geneve Auto Show i 2006.

## Eksterne links
- Rolls-Royce Motor Cars – officiel website

- Wikimedia Commons har flere filer relateret til Rolls-Royce Motor Cars